# Горцуєва Галина Кузьмівна
Галина Кузьмівна Горцуєва (нар. 19 березня 1952) — українська радянська діячка, новатор виробництва, машиніст електромостового крану Одеського ливарного заводу «Центроліт» Одеської області. Депутат Верховної Ради УРСР 10-го скликання.

## Біографія
Освіта середня. Член ВЛКСМ.
У 1970—1973 роках — табельниця, кранівниця Челябінського ковальсько-пресового заводу РРФСР.
З 1973 року — машиніст електромостового крана цеху сталевого литва Одеського ливарного заводу «Центроліт» Одеської області.
Потім — на пенсії в місті Одесі.